# Oahuhawaiiana kazukolinda
Oahuhawaiiana kazukolinda is een platworm (Platyhelminthes). De worm is tweeslachtig. De soort leeft in het zoute water.
Het geslacht Oahuhawaiiana, waarin de platworm wordt geplaatst, wordt tot de familie Bdellouridae gerekend. De wetenschappelijke naam van de soort werd voor het eerst geldig gepubliceerd in 1984 door Kawakatsu & Mitchell.